# 近畿大学ボクシング部強盗事件
近畿大学ボクシング部強盗事件（きんきだいがくボクシングぶごうとうじけん）は2009年（平成21年）に大阪府東大阪市で発生した強盗事件。

## 概要

### 事件の経緯
2009年（平成21年）6月6日午前10時ごろ、近畿大学ボクシング部に所属する2人の大学生が、東大阪市の路上で同じ近畿大学に所属する大学生から約7000円を強奪する。この2人はさらにこの大学生をコンビニエンスストアに連れて行きATMで金を引き出すことを強要。この男子学生は隙を見て警察に通報した。この事件を受け、近畿大学は6月18日にボクシング部を廃部、2人の大学生を無期停学処分とする。ボクシング部総監督であった浜田吉治郎は辞表を提出。この大学生は他にもやったと供述。

### 事件後
この2人の学生は9月15日に近畿大学を退学処分となる。この2人は11月11日までに5度の逮捕をされる。警察の調べでは、単独も含めて計26件の強盗や窃盗事件に関与していた。
2010年（平成22年）9月2日にこの事件の判決が大阪地方裁判所で行われ、裁判長はそれぞれに懲役9年4ヶ月と懲役9年の実刑を言い渡した。